# La Porte des rêves
Pour plus de détails, voir Fiche technique et Distribution.
La Porte des rêves (The Keyhole) est un film américain réalisé par Michael Curtiz, sorti en 1933.

## Synopsis
Anne Vallee est mariée au riche Schuyler Brooks, de plusieurs années son aîné. Elle est victime de chantage de la part de son ancien mari et partenaire de danse, Maurice Le Brun. Lorsqu'elle proteste, Maurice menace d'obtenir l'argent de son mari, si bien qu'elle accepte de le payer d'une manière ou d'une autre. À la maison, Anne ment à son mari lorsqu'il lui demande où elle est allée. Remarquant que le collier qu'elle portait au dîner a disparu, Schuyler se méfie et prend note de ses activités. Le lendemain, Anne raconte son histoire à Portia Brooks, sa belle-sœur : elle a épousé Maurice quand elle était jeune et ils ont formé une équipe de danse. Lorsque les choses se sont dégradées entre eux, Maurice a demandé le divorce, mais après son mariage avec Schuyler, il est réapparu pour lui dire que le divorce n'avait jamais été prononcé. Portia suggère à Anne de quitter le pays, attirant ainsi Maurice, et promet qu'une fois qu'il sera hors du pays, elle utilisera ses relations pour s'assurer qu'il ne pourra jamais revenir aux États-Unis. Anne se rend à Cuba en utilisant son nom de jeune fille, et Schuyler engage un détective, Neil Davis, pour la suivre sans lui révéler qu'Anne est sa femme. À bord du navire, Neil rencontre Anne par une ruse, et une fois les présentations terminées, il ne la quitte plus. Mais elle résiste à ses avances et Neil informe Brooks qu'elle n'est pas intéressée par un flirt. 
Pendant ce temps, le partenaire de Neil, Hank Wales, rencontre Dot. Ils prétendent tous deux être riches, chacun espérant épouser l'autre pour de l'argent. À Cuba, Anne évite de dire à Neil le nom de son hôtel, mais il le découvre et réserve une chambre à côté de la sienne. Elle fait patienter Maurice en attendant d'apprendre que des dispositions ont été prises pour empêcher son retour en Amérique. Neil poursuit Anne, et elle commence à l'aimer beaucoup. De retour aux États-Unis, Portia dit à Schuyler la vérité sur la visite d'Anne à Cuba. Il se rend compte qu'il s'est trompé et se lance à sa poursuite. Entre-temps, Neil et Anne ont appris la vérité l'un sur l'autre. S'attendant à ce que Schuyler apparaisse à tout moment, Neil s'échappe par derrière pour sauver la réputation d'Anne lorsqu'il entend frapper à la porte. Neil se rend compte que l'homme à la porte est Maurice lorsqu'il voit Schuyler plus tard dans le couloir. Il supplie Schuyler de rester quelques minutes seul avec Anne, et une fois dans sa chambre, il fait sortir Maurice par le balcon. Lorsque Schuyler frappe, Anne embrasse Neil. En raison de la nature suspicieuse de Schuyler, elle refuse de revenir avec lui. Elle est tombée amoureuse de Neil et, en raison de son mariage antérieur avec Maurice, elle sait qu'elle n'a jamais vraiment été mariée à Schuyler. Après avoir entendu un vacarme dans la rue, Anne et Neil découvrent que Maurice est tombé à la renverse lors de sa fuite vers le balcon. Neil trouve une lettre de suicide que Maurice avait envoyée à Anne et l'utilise pour expliquer sa mort à la police. La voie est désormais libre pour Anne et Neil de poursuivre leur idylle.

## Fiche technique
- Titre original : The Keyhole
- Titre français : La Porte des rêves
- Réalisation : Michael Curtiz
- Scénario : Robert Presnell Sr.
- Direction artistique : Anton Grot
- Costumes : Orry-Kelly
- Photographie : Barney McGill
- Son : Al Riggs
- Montage : Ray Curtiss
- Musique : W. Franke Harling
- Société de production : Warner Bros.
- Société de distribution : Warner Bros.
- Pays de production : États-Unis
- Langue originale : anglais
- Format : noir et blanc  — 35 mm — 1,37:1 — son mono
- Genre : Comédie dramatique
- Durée : 69 min
- Dates de sortie : 
  - États-Unis : 25 mars 1933
  - France : 27 octobre 1933

## Distribution
- Kay Francis : Anne Vallee Brooks
- George Brent : Neil Davis
- Glenda Farrell : Dot
- Monroe Owsley : Maurice Le Brun
- Allen Jenkins : Hank Wales
- Helen Ware : Portia Brooks
- Henry Kolker : Schuyler Brooks